# Kummerhy
 Der er for få eller ingen kildehenvisninger i denne artikel, hvilket er et problem. Du kan hjælpe ved at angive troværdige kilder til de påstande, som fremføres i artiklen.

Kummerhy er en gravhøj i Sønder Brarup i Angel, beliggende kun få hundrede meter fra Torsbjerg Mose. Gravhøjen måler 3 meter i højden og cirka 15 meter i diameter.
Den blev første gang undersøgt i 1861 af den danske historiker Conrad Engelhardt. I et lille stenkammer fandt man resterne af et brændt lig, tøj og en bronzenål. På grund af nålen, har man kunnet datere graven til den yngre bronzealder.